# AVS Futebol SAD
El AVS Futebol SAD es un club de fútbol con sede en Vila das Aves, Portugal. Fue fundado en 2023 y compite en Primeira Liga.

## Historia
El equipo fue fundado a raíz del traslado de la sociedad anónima deportiva (SAD) del U. D. Vilafranquense, con sede en Vila Franca de Xira (Lisboa), para continuar jugando en Segunda División porque el estadio municipal no cumplía las condiciones exigidas por la Liga Profesional. Desde su ascenso en 2019 se había visto obligado a jugar a cincuenta kilómetros de su sede, en Rio Maior.
En abril de 2023, la SAD confirmó su mudanza a Vila das Aves (Oporto) para utilizar las instalaciones del desaparecido C. D. Aves, aclarando que se trataba de un club nuevo sin ninguna relación con ellos. Este equipo pasó a llamarse «AVS Futebol» y quedó así desligado del Vilafranquense, que inscribió como continuador a su filial en las divisiones regionales de Lisboa.
El AVS Futebol disputó su primer partido oficial el 22 de julio de 2023, en la Copa de la Liga de Portugal, y un mes después debutó en Segunda División. En su primer año de existencia, el equipo quedó tercero y logró ascender a Primeira Liga en la promoción, derrotando al Portimonense con un marcador global de 4-2.
En su temporada debut en la Primeira Liga el equipo finalizó en la posición 16, por lo que el AVS tuvo que jugar una promoción de permanencia ante el Vizela, la cual ganaron con un global de 5-2 asegurando su continuidad en la máxima categoría.